# Awesome as Fuck
Awesome as Fuck (také známé jako Awesome As F**k) je koncertní album americké punk rockové kapely Green Day. Toto album je složeno ze skladeb nahraných v průběhu „21st Century Breakdown World Tour“. Také obsahuje DVD nebo Blu-ray koncert odehraný v Saitama Super Arena, Japonsko. Na tomto albu se dále objevil i přebírání singl „Cigarettes and Valentines“. 

## Seznam skladeb
1. „21st Century Breakdown“ (Londýn, Anglie, Spojené království) – 5:51
2. „Know Your Enemy“ (Manchester, Anglie, Spojené království) – 4:50
3. „East Jesus Nowhere“ (Glasgow, Skotsko, Spojené království) – 5:08
4. „Holiday“ (Dublin, Irsko) – 4:16
5. „¡Viva la Gloria!“ (Dallas, Texas, Spojené státy) – 4:11
6. „Cigarettes and Valentines“ (Phoenix, Arizona, Spojené státy) – 2:43
7. „Burnout“ (Irvine, Kalifornie, Spojené státy) – 2:16
8. „Going to Pasalacqua“ (Chula Vista, Kalifornie, Spojené státy) – 4:01
9. „J.A.R.“ (Detroit, Michigan, Spojené státy) – 2:44
10. „Who Wrote Holden Caulfield?“ (New York, Spojené státy) – 3:22
11. „Geek Stink Breath“ (Saitama, Saitama, Japonsko) – 2:07
12. „When I Come Around“ (Berlin, Německo) – 3:11
13. „She (Brisbane, Queensland, Austrálie) – 2:39
14. „21 Guns (Mountain View, Kalifornie, Spojené státy) – 5:56
15. „American Idiot“ (Montreal, Quebec, Kanada) – 4:23
16. „Wake Me Up When September Ends“ (Nickelsdorf, Rakousko) – 3:11
17. „Good Riddance (Time of Your Life)“ (Nickelsdorf, Rakousko) – 2:57

Bonusové singly
1. „Letterbomb“ (Chula Vista, Kalifornie, Spojené státy) – 4:33
2. „Christie Road“ (Hartford, Connecticut, Spojené státy) – 4:00

Itunes Bonusové singly
1. „Letterbomb“ (Chula Vista, Kalifornie, Spojené státy) – 4:33
2. „Christie Road“ (Hartford, Connecticut, Spojené státy) – 4:00
3. „Paper Lanterns / 2000 Light Years Away“ (Alpharetta, Georgie, Spojené státy) – 5:59

## DVD,Bluray
| Název                                                   |
| ------------------------------------------------------- |
| 1. 21st Century Breakdown                               |
| 2. Know Your Enemy                                      |
| 3. East Jesus Nowhere                                   |
| 4. Holiday ( Exkluzivní živé video )                    |
| 5. The Static Age                                       |
| 6. ¡Viva la Gloria!                                     |
| 7. Boulevard of Broken Dreams ( Exkluzivní živé video ) |
| 8. Burnout                                              |
| 9. Geek Stink Breath                                    |
| 10. Welcome to Paradise ( Exkluzivní živé video )       |
| 11. When I Come Around ( Exkluzivní živé video )        |
| 12. My Generation (Cover Verze - The Who)               |
| 13. She                                                 |
| 14. 21 Guns ( Exkluzivní živé video )                   |
| 15. American Eulogy                                     |
| 16. Jesus of Suburbia                                   |
| 17. Good Riddance (Time of Your Life)                   |

## Sestava

### Kapela
- Billie Joe Armstrong – kytara, hlavní zpěv
- Mike Dirnt – baskytara, doprovodný zpěv
- Tré Cool – bicí

### Další hudebníci
- Jason White – kytara
- Jason Freese – klávesy, rohy, doprovodný zpěv
- Jeff Matika – kytara, doprovodný zpěv